# Girls with Balls
Girls With Balls és una pel·lícula francesa de sèrie Z de comèdia negra gore de 2018. És la primera pel·lícula del director Olivier Afonso, qui treballà en l'àmbit del maquillatge. És una pel·lícula de Netflix.

## Repartiment
- Anne-Solenne Hatte com a Hazuki
- Manon Azem com a Morgane
- Tiphaine Daviot com a Jeanne
- Dany Verissimo-Petit com a Dany
- Margot Dufrene com a Tatiana
- Louise Balchere com a M.A.
- Victor Artus Solaro com l'entrenador
- Denis Lavant com al líder dels cultistes[2]
- Camille Razat com a Lise[4]
- Orelsan com un vaquer que canta[5]

## Rebuda
Les crítiques foren generalment negatives.